# یوزف استرزیگوفسکی
یوزف استرزیگوفسکی (به انگلیسی: Josef Strzygowski)؛ (زادهٔ ۷ مارس ۱۸۶۲ – درگذشتهٔ ۲ ژانویهٔ ۱۹۴۱) تاریخ‌نگار هنر اهل لهستان-اتریش بود که به دلیل نظریه‌های خود در مورد تأثیرات هنر خاور نزدیک بر هنرهای اروپایی، به عنوان مثال معماری ارمنی اولیه مسیحی در معماری اولیهٔ قرون وسطی مشهور بود. او یکی از اعضای مکتب تاریخ هنر وین محسوب می‌شود.

## کتابشناسی
- هنر معماری در ارمنستان و در اروپا